# Johnny de Vries
Johnny de Vries (Appelscha, 20 februari 1990) is een Nederlandse voetballer die als verdediger speelt.

## Carrière

### Jeugd
De Vries kwam in 2002 in de jeugdopleiding van sc Heerenveen, waar hij op z'n 18e een 4-jarig contract tekent. Hij speelde in enkele oefenwedstrijden en zat een aantal keer op de bank bij de hoofdmacht, maar maakte nooit zijn debuut in het eerste elftal. Hij kwam uit voor het nationale team, oranje onder 17, 18 en 19. Hij zat onder meer in de selectie van het 
Europees kampioenschap voetbal mannen onder 17 - 2007

### FC Emmen
In 2010 werd besloten om de dan 20-jarige verdediger uit te lenen aan FC Emmen, waar de club een samenwerkingsverband mee had. Op deze manier wilde Heerenveen De Vries de kans geven aan spelen toe te komen om zo volgend seizoen te strijden voor een plek in het eerste elftal van Heerenveen. In dit seizoen speelde De Vries ook tegen zijn eigenlijke ploeg in de KNVB beker, deze verloor Emmen met 1-3.
In het seizoen 2011/2012 werd de Vries wederom aan FC Emmen verhuurd, maar de van SC Heerenveen gehuurde speler kan het niet meer opbrengen om nog voor de Emmenaren in actie te komen mede door verschil van mening met de toenmalige trainer. Aan het einde van het seizoen 2011-2012 liep zijn contract af, dat niet verlengd werd.

### SC Cambuur
Vanaf de zomer van 2012 kwam hij op amateurbasis uit voor SC Cambuur, waar hij echter Wout Droste voor zich moet dulden en zelden een basisplaats heeft. Op 30 oktober maakte hij zijn debuut voor Cambuur in de bekerwedstrijd tegen Telstar.
Op 8 januari 2013 was De Vries onderwerp van de documentaire De lêste kâns van Janko Krist, die werd gemaakt door Omrop Fryslân in het kader van de reeks Fryslân DOK. In deze documentaire werd De Vries gevolgd tijdens zijn eerste half jaar bij Cambuur, waarin hij uiteindelijk werd beloond met een 1,5-jarig contract. Uiteindelijk kwam De Vries slechts tot 3 wedstrijden in de hoofdmacht van de Friese club. In de zomer van 2014 beëindigde hij zijn profcarrière en stapte hij over naar de amateurclub WKE in Emmen, dat uitkomt in de Topklasse. In 2015 ging hij naar Harkemase Boys.

## Clubstatistieken
| Seizoen | Club       | Competitie     | Duels | Goals |
| ------- | ---------- | -------------- | ----- | ----- |
| 2010/11 | FC Emmen   | Jupiler League | 28    | 1     |
| 2011/12 | FC Emmen   | Jupiler League | 10    | 0     |
| 2012/13 | SC Cambuur | Jupiler League | 3     | 1     |
| 2013/14 | SC Cambuur | Eredivisie     | 0     | 0     |
| Totaal  | Totaal     | Totaal         | 41    | 2     |